# たいせつな光
「たいせつな光」（たいせつなひかり）は、fumikaの楽曲。玉井健二・U-kaが作詞、石松領平が作曲を手掛けた。fumikaの2枚目のシングルとして2011年9月28日にアリオラジャパンから発売された。

## 解説
デビューシングル「アオイトリ」から約4ヶ月でのリリースとなる2ndシングル。
タイトル曲「たいせつな光」は自身初となる映画主題歌。2011年10月1日にTOHOシネマズ六本木ヒルズで行われた『はやぶさ/HAYABUSA』の初回舞台挨拶にfumikaも出席し、本曲を披露している。
通常盤と初回生産限定盤の2形態で発売。初回生産限定盤にはミュージック・ビデオ等が収録されたDVDが付属する。

## 収録曲
1. たいせつな光 [5:43]
  - 作詞：玉井健二・U-ka、作曲：石松領平、編曲：玉井健二・釣俊輔
  - テレビ神奈川『saku saku』 2011年9月度エンディングテーマ

20世紀フォックス配給映画『はやぶさ/HAYABUSA』主題歌。
タイアップ作品となった映画『はやぶさ/HAYABUSA』の堤幸彦監督は、「日本人の偉業である『はやぶさ』の旅を映画といっしょに讃えるため、スタンダードになるような曲と声を探していた。この曲を少し聞いただけで、想いが叶ったと実感した」と述べた[2]。
またfumikaは、「『はやぶさ』に家族とも言えるたくさんの人が関わっているように、私の周りにもたくさんの応援してくれている方々がいます。距離が離れていても、心は傍にいてくれる。この映画と私の歌で、多くの人にそう感じてもらえたら嬉しいです」と話している[2]。
2. navigation [4:35]
  - 作詞：fumika・Jane Su、作曲：野間康介、編曲：玉井健二・釣俊輔

PlayStation Portable用ゲームソフト『グランナイツヒストリー』CMソング[3]。
3. Home Sweet Home [4:57]
  - 作詞：fumika・Jane Su、作曲・編曲：野間康介
4. たいせつな光（エンドロールver.） [6:28]
映画『はやぶさ/HAYABUSA』のエンドロールで流されるバージョン。
5. たいせつな光（instrumental）

DVD（初回生産限定盤のみ）
1. たいせつな光（Music Video）
2. たいせつな光（メイキング映像）

## 収録アルバム
- POP SISTER(#1)